# بارتونيلات
البارتونيلات (الاسم العلمي:Bartonellaceae) هي فصيلة من البكتيريا تتبع رتبة المستجذريات من طائفة المتقلبات الألفا.

## التصنيف
- البرتونيلة